# Radrunde Allgäu
Die Radrunde Allgäu ist ein rund 475 Kilometer langer Radfernweg. Die in Etappen befahrbare Radrunde Allgäu wurde 2013 eröffnet und noch im selben Jahr vom ADFC als Qualitätsradroute mit vier Sternen ausgezeichnet. Die Radrunde führt entlang von Sehenswürdigkeiten wie dem Schloss Neuschwanstein, dem Schloss Hohenschwangau und den Wirkstätten von Sebastian Kneipp.

## Verlauf
Die Radrunde Allgäu führt durch das bayerische Allgäu, das württembergische Allgäu und das Tannheimer Tal in Tirol. Es handelt sich um eine Rundtour, bei der keine Richtung des Befahrens vorgegeben und ein Einstieg jederzeit möglich ist. Die Radrunde wird gekreuzt vom Iller-Radweg, der die Nord-Süd-Achse der Radrunde bildet, und dem Allgäu-Radweg als West-Ost-Achse. Entlang der Radrunde befinden sich ca. 50 Bahnhöfe. Die Radrunde Allgäu überwindet ca. 3.200 Höhenmeter. Im Norden der Radrunde liegen Orte wie Markt Rettenbach, Ottobeuren, Memmingen, Bad Grönenbach, Leutkirch und Bad Wurzach. Westlich führt die Radrunde Allgäu entlang von Orten wie Wolfegg, Waldburg, Wangen im Allgäu und Isny im Allgäu bis Lindenberg. Im Süden führt die Rundtour entlang des Alpenrandes am Alpsee vorbei, von Immenstadt an der Iller entlang nach Sonthofen, überquert die Grenze nach Österreich bis ins Tannheimer Tal und erreicht schließlich die Königsschlösser in Füssen. Östlich führt er so vom Forggensee durch Flusslandschaften von Marktoberdorf über Kaufbeuren nach Bad Wörishofen. Die empfohlene Radsaison dauert von Mai bis Mitte Oktober.

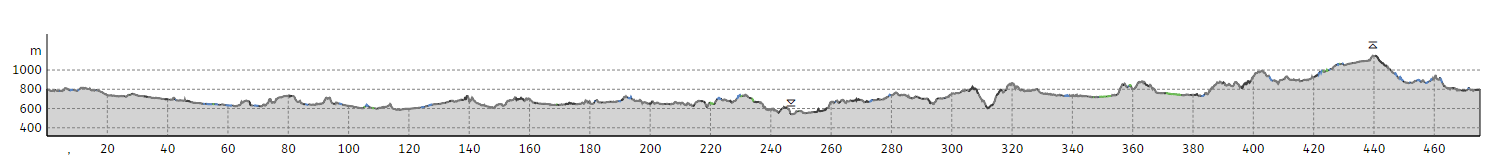
Höhenprofil der Radrunde Allgäu

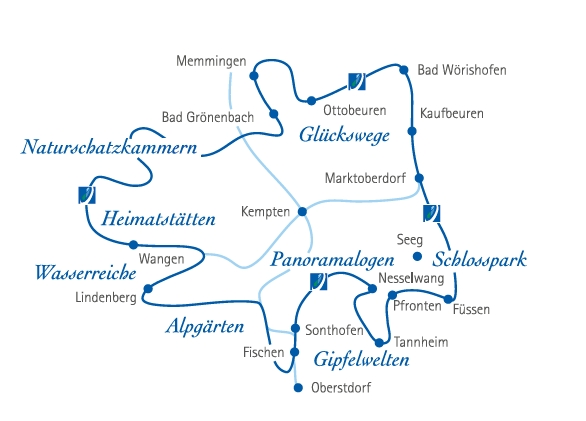

Die Radrunde ist überwiegend asphaltiert und führt über verkehrsarme Strecken.
Neben der kompletten Rundtour gibt es noch acht weitere Varianten zum Befahren der Radrunde Allgäu, jeweils mit unterschiedlichem Höhenprofil, sodass sie auch in einzelne Etappen eingeteilt werden kann.
Es gibt vier Möglichkeiten, die Rundtour zu halbieren:
Der Iller-Radweg wird als Achse genutzt, von dort aus kann die Radrunde entweder gegen den Uhrzeigersinn über Leutkirch, Bad Wurzach, Wolfegg, Wangen, Isny, Weiler, Immenstadt und Fischen oder im Uhrzeigersinn über Bad Grönenbach, Memmingen, Ottobeuren, Bad Wörishofen, Kaufbeuren, Marktoberdorf, Füssen, Pfronten, Tannheimer Tal, Sonthofen und Fischen befahren werden. Des Weiteren kann man den Allgäu-Radweg als Achse nutzen und von dort die nördliche oder südliche Hälfte der Radrunde befahren.
Darüber hinaus gibt es ebenfalls vier Möglichkeiten, die Radrunde zu vierteln:
- Kempten – Illerbeuren – Leutkirch – Bad Wurzach – Kißlegg – Wolfegg – Wangen – Isny – Kempten
- Kempten – Illerbeuren – Bad Grönenbach – Memmingen – Ottobeuren – Bad Wörishofen – Kaufbeuren – Marktoberdorf – Kempten
- Kempten – Isny – Lindenberg – Weiler – Immenstadt – Ofterschwang – Obermaiselstein – Fischen – Kempten
- Kempten – Marktoberdorf – Füssen – Pfronten – Tannheimer Tal – Sonthofen – Fischen – Kempten[8]

## Abschnitte
Die Radrunde Allgäu lässt sich anhand der sogenannten Erlebniswelten in zehn Abschnitte einteilen, die das Allgäu entlang des Radwegs mit unterschiedlichen landschaftlichen, kulturellen oder historischen Schwerpunkten erlebbar machen. Hinzu kommen die beiden Achsen Iller-Radweg und Allgäu-Radweg. Die Radrunde Allgäu verfügt aufgrund ihres Rundencharakters über keinen offiziellen Start- oder Zielpunkt, sondern kann vielmehr von überall begonnen werden. Je nach konditioneller Verfassung und Vorlieben des Radelns (genussvoll, klassisch, sportlich) kann sich die Radrunde Allgäu in unterschiedliche und individuelle Etappen einteilen lassen. Die folgenden Abschnitte zeigen lediglich die Sehenswürdigkeiten in den Erlebnisräumen auf, sind aber nicht bindend für eine Etappeneinteilung.

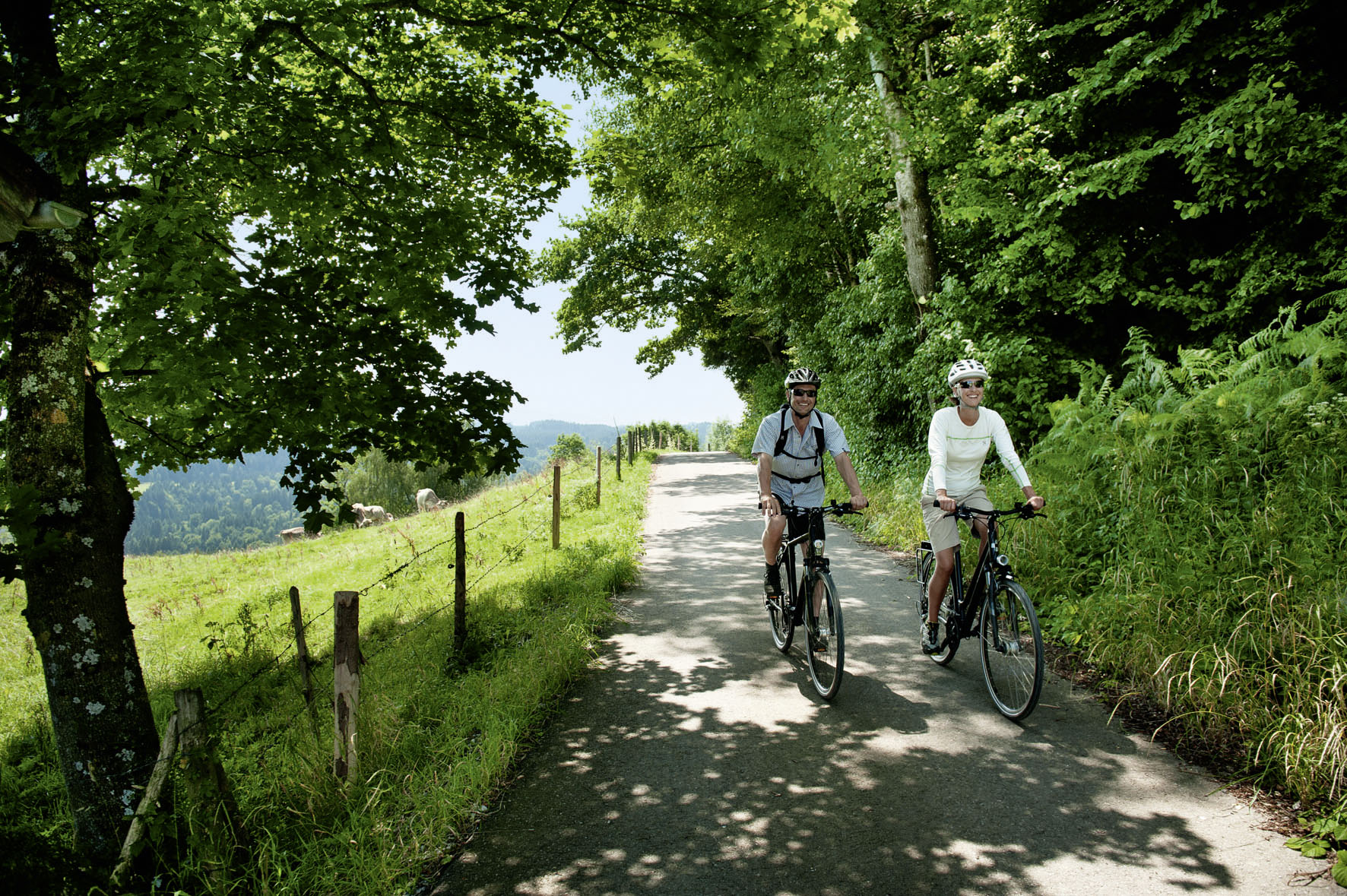
Radfahrer Radrunde Allgäu

### Abschnitt 1: Glückswege, Teil 1
Pforzen – Bad Wörishofen – Ottobeuren – Memmingen – Bad Grönenbach – Illerbeuren, 95 km

bergauf 557 Höhenmeter (hm), bergab 620 hm
Der Abschnitt führt auf den Spuren von Sebastian Kneipp durch seine Wirkstätten Bad Wörishofen und Bad Grönenbach sowie seinen Geburtsort Ottobeuren.
Sehenswürdigkeiten
- Aktiv Park und Sebastian Kneipp Museum Bad Wörishofen
- Katzbruimühle mit Mühlenmuseum
- Kloster und Benediktinerabtei Ottobeuren mit Basilika
- Schlossführung und Schloss Aktiv Park Bad Grönenbach

### Abschnitt 2: Heimatstätten, Teil 1
Illerbeuren – Lautrach – Leutkirch – Reichenhofen, 20 km

bergauf 237 hm, bergab 206 hm
Sehenswürdigkeiten
- Schwäbisches Bauernhofmuseum Illerbeuren
- Historisches Glasmacherdorf Schmidsfelden
- Schloss Zeil Leutkirch

### Abschnitt 3: Naturschatzkammern
Reichenhofen – Bad Wurzach – Kißlegg – Wolfegg, 48 km

bergauf 338 hm, bergab 312 hm
Dieser Abschnitt führt durch Moorlandschaften wie das nahe der Strecke gelegene Wurzacher Ried, eines der größten intakten Hochmoore Mitteleuropas. Bis heute sind in dem Gebiet über 2500 Tier- und Pflanzenarten nachgewiesen worden. Auf dem Weg nach Kißlegg bestehen Bademöglichkeiten am Holzmühleweiher und Obersee. Am Ortseingang von Wolfegg befindet sich die Loretokapelle auf einer Anhöhe, von wo aus man bei guter Fernsicht Zugspitzmassiv und Berner Alpen sehen kann.
Sehenswürdigkeiten
- Wurzacher Ried
- Erlebnisausstellung Moor Extrem Bad Wurzach
- Neues Schloss Kißlegg
- Altes Schloss Kißlegg
- Barockkirche St. Gallus und Ulrich mit Augsburger Silberschatz in Kißlegg
- Automobilmuseum von Fritz B. Busch Wolfegg
- Schloss Wolfegg

### Abschnitt 4: Heimatstätten, Teil 2
Waldburg – Wangen – Argenbühl – Isny, 42 km

bergauf 689 hm, bergab 652 hm
Die Abschnitte der Heimatstätten führen durch geschichtsträchtige Städte des Allgäus wie Wangen im Allgäu und Isny im Allgäu.
Sehenswürdigkeiten
- Burg Waldburg mit Museum. Von hier aus bietet sich ein Blick auf die Alpenkette, Schweiz, Österreich, Liechtenstein und den Bodensee.
- Fidelisbäck Wangen
- Historische Altstadt Wangen. Der Ort ist bekannt für das Schmiedehandwerk, das ihr zu Reichtum und Unabhängigkeit verhalf. In der Altstadt finden sich zudem zahlreiche Brunnen.
- Historischer Dorfplatz in Eglofs (Argenbühl) mit Museum[10]
- Stadtmauer Isny
- Kunsthalle im Schloss Isny
- Predigerbibliothek Isny
- Wassertor-Museum und Käsküche Isny

### Abschnitt 5: Wasserreiche
Isny – Maierhöfen – Lindenberg – Weiler – Hopfen, 35 km

bergauf 704 hm, bergab 565 hm
Die wasserreiche Landschaft auf diesem Abschnitt wurde durch Gletscher geprägt, die in Form von Schluchten und Wasserfällen auf den Westallgäuer Wasserwegen ihre Spuren hinterlassen haben. Dieser Abschnitt enthält einige kurvenreiche und steile Anstiege, ihr Schwierigkeitsgrad ist damit höher als bei anderen Abschnitten.
Sehenswürdigkeiten
- Eistobel Maierhöfen/Grünenbach
- Hutmuseum Lindenberg im Allgäu
- Waldsee Lindenberg
- Scheidegger Wasserfälle
- Skywalk Scheidegg
- Hausbachklamm in Weiler-Simmerberg
- Grenzerpfad Oberreute
- Sennereien entlang der Westallgäuer Käsestraße

### Abschnitt 6: Alpgärten
Hopfen – Stiefenhofen – Oberstaufen – Immenstadt – Fischen, 51 km

bergauf 683 hm, bergab 762 hm
Dieser Abschnitt führt entlang der Allgäuer Nagelfluh-Schichtkämme, außerdem findet sich in der Region die höchste Alpdichte im gesamten Alpenraum. Man fährt vorbei am Großen und Kleinen Alpsee, über die Hörnerdörfer bis nach Fischen im Allgäu.
Sehenswürdigkeiten
- Kräutergarten Artemisia Stiefenhofen
- Alpsee-Coaster (Ganzjahresrodelbahn)
- AlpSeeHaus Immenstadt im Allgäu (Informationszentrum und Eingang zum Naturpark Nagelfluhkette)
- Wasserskilift Blaichach
- Sturmannshöhle Obermaiselstein, die einzige Spaltenhöhle im Allgäu
- Eichhörnchenwald Fischen
- FIS-Skimuseum Fischen

### Abschnitt 7: Gipfelwelten, Teil 1
Fischen – Sonthofen – Burgberg, 11 km

bergauf 43 hm, bergab 51 hm
Dieser kurze Abschnitt führt quer durch Sonthofen mit seinen Sehenswürdigkeiten.
Sehenswürdigkeiten
- Baumit Arena Sonthofen
- Modellmuseum Mobil-Schau Sonthofen
- Heimathaus Sonthofen (Heimatmuseum mit Exponaten zur Ortsgeschichte)
- Ökologischer Kurpark auf dem Kalvarienberg Sonthofen
- Pfarrkirche St. Michael (Sonthofen)
- Starzlachklamm

### Abschnitt 8: Panoramalogen
Burgberg – Rettenberg – Oy-Mittelberg – Wertach, 33 km

bergauf 543 hm, bergab 393 hm
Dieser Abschnitt bietet Panoramaaussichten auf alle Landschaftsformen des Allgäus.
Sehenswürdigkeiten
- Erzgruben Erlebniswelt am Grünten (Museumsdorf mit Informationen zum Bergbau am Grünten und Stollenbesichtigung)
- Medjugorje Friedenskreuz zwischen Memersch und Haag: Medjugorje ist eine Ortschaft in Bosnien-Herzegowina. Seit 1981 soll dort die Gottesmutter Maria vor allem Jugendlichen immer wieder erscheinen und Friedensbotschaften verkünden. Der Ort hat sich deshalb zum Wallfahrtsort entwickelt.
- Abenteuer Galetschbach Rettenberg
- Brauereien in Rettenberg
- Grüntensee
- Bergkäsesennerei Wertach
- Gebirgskellerei Wertach

### Abschnitt 9: Gipfelwelten, Teil 2
Wertach – Unterjoch – Tannheim – Pfronten, 33 km

bergauf 463 hm, bergab 499 hm
Dieser Abschnitt führt nach Österreich. Es wird der höchste Punkt der Radrunde Allgäu mit 1.149 m im Tannheimer Tal erreicht.
Sehenswürdigkeiten
- Kräuterdorf Jungholz
- Moorbad Floschen Schattwald
- Naturschutzgebiet Vilsalpsee

### Abschnitt 10: Schlosspark
Pfronten – Füssen – Roßhaupten – Marktoberdorf – Kaufbeuren – Pforzen, 74 km

bergauf 521 hm, bergab 736 hm
Dieser Abschnitt führt auf den Spuren Ludwigs II. am Schloss Neuschwanstein und der Burgruine Falkenstein vorbei. Viele weitere Sehenswürdigkeiten liegen entlang der Strecke.
Sehenswürdigkeiten
- Burg Falkenstein (Pfronten)
- Alpengarten Pfronten
- Burgruinen Hohenfreyberg / Eisenberg
- Sudhaus Maria Hilf Eisenberg
- Burg Hopfen
- Schloss Neuschwanstein
- Schloss Hohenschwangau
- Altstadt Füssen mit Hohem Schloss und Kloster St. Mang
- Eisweiher Marktoberdorf und Lindenallee
- Crescentia Kloster Kaufbeuren
- Hauberrisser Rathaus und Historische Altstadt Kaufbeuren

### Nord-Süd-Achse: Iller-Radweg
Fischen – Immenstadt – Kempten – Altusried – Illerbeuren, 73,8 km

bergauf 478 hm, bergab 628 hm
Der Iller-Radweg kreuzt die Radrunde Allgäu im Norden in Illerbeuren und im Süden in Fischen. Er bildet damit die Nord-Süd-Achse der möglichen Befahrungsvarianten der Radrunde Allgäu. Es gibt keine vorgegebene oder empfohlene Fahrtrichtung, von Norden nach Süden muss jedoch eine konstante Steigung überwunden werden.
Sehenswürdigkeiten
- Inselsee Blaichach
- Archäologischer Park Cambodunum
- Basilika St. Lorenz
- Erasmuskapelle (Kempten)
- Residenz Kempten
- Altstadt Kempten (Allgäu)
- Illerschleife Kalden
- Hängebrücke Altusried
- Wallfahrtskirche Maria Steinbach
- Illerfähre Wagsberg
- Schwäbisches Bauernhofmuseum Illerbeuren

### West-Ost-Achse: Allgäu-Radweg
Isny – Kempten – Marktoberdorf, 74 km

bergauf 522 hm, bergab 462 hm
Der Allgäu-Radweg kreuzt die Radrunde im Westen in Isny und im Osten in Marktoberdorf. Damit wird er zur West-Ost-Achse der Radrunde Allgäu. Auch hier wird keine Fahrtrichtung vorgegeben. Der Allgäu-Radweg bindet im weiteren Verlauf bis Schongau zudem den Lechradweg an.
Sehenswürdigkeiten
- Bauerngarten Heimatmuseum Marktoberdorf
- Archäologischer Park Cambodunum
- Basilika St. Lorenz in Kempten
- Erasmuskapelle
- Residenz Kempten
- Altstadt Kempten
- Neugotische Pfarrkirche St. Pelagius in Weitnau
- Burg Alt-Trauchburg Kleinweiler
- Kunsthalle im Schloss Isny
- Predigerbibliothek Isny
- Wassertor-Museum Isny
- Käsküche Isny